# 北条氏燕
北条 氏燕（ほうじょう うじよし）は、河内狭山藩の第11代藩主。

## 生涯
文政13年（1830年）1月23日、北条氏迪（第9代藩主・北条氏喬の弟）の次男として生まれる。第10代藩主・氏久の実子が早世したため、嘉永5年（1852年）3月に養子となり、3月24日の氏久の隠居により家督を継いだ。
安政元年（1854年）のプチャーチンの大坂来航では大坂警備を務めた。安政2年（1855年）には駿府加番を任じられた。しかしこのように出費が相次ぎ、すでに藩財政が悪化していた狭山藩の財政は破綻寸前であった。このため、上米や高野豆腐の専売化、有能な人材登用による藩政改革を行なったが、専売化に関しては百姓や手工業者の反対を受け、さらに専売を担当する役人の不正などもあって文久年間に廃止に追い込まれるなど、失敗に終わった。氏燕の功績として挙げられるのは、衰退していた藩校・簡文館の再興に務め、自藩だけではなく他藩の藩士入学も認めるなど文学を奨励したことにある。文久元年（1861年）10月21日、家督を養子の氏恭に譲って隠居した。
文久3年（1863年）8月16日、天誅組の変に際し天誅組の中山忠光、吉村寅太郎らの訪問を受け、挙兵に参加するように要請されるが急病と偽って面会を拒み、家老朝比奈縫殿が応対して、とりあえずゲベール銃など銃器武具を渡し、天皇親征の節には加わる旨を回答して帰した。
明治24年（1891年）12月3日に死去、享年62。